# Menéndez Pelayo (métro de Madrid)
Menéndez Pelayo, est une station de la ligne 1 du métro de Madrid en Espagne. Elle est située sous l'intersection entre les avenues de la Ville de Barcelone et Menéndez Pelayo, dans le quartier de Pacífico, de l'arrondissement du Retiro, à Madrid.

## Situation sur le réseau

Plan du réseau.

Établie en souterrain, Menéndez Pelayo est une station de passage de la ligne 1 du métro de Madrid. Elle est située entre la station Atocha, en direction du terminus Pinar de Chamartín, et la station Pacífico, en direction du terminus Valdecarros,. 
Les deux voies de la ligne sont encadrées par deux quais latéraux.

## Histoire
La station Menéndez Pelayo est mise en service le 8 mai 1923, lors de l'ouverture à l'exploitation du prolongement d'Atocha à Puente de Vallecas au sud-est. La station est nommée en référence à l'avenue éponyme qui porte le nom de Marcelino Menéndez y Pelayo (1856-1912), auteur, philologue, historien, philosophe et poète.

## Services aux voyageurs

### Accès et accueil
La station possède trois accès équipés d'escaliers. C'est une station qui n'est pas accessible aux personnes à la mobilité réduite. Située en zone A, elle est ouverte de 6 h 0 à 1 h 30.

### Desserte
Menéndez Pelayo est desservie par les rames de la ligne 1 du métro de Madrid.

Installations et desserte
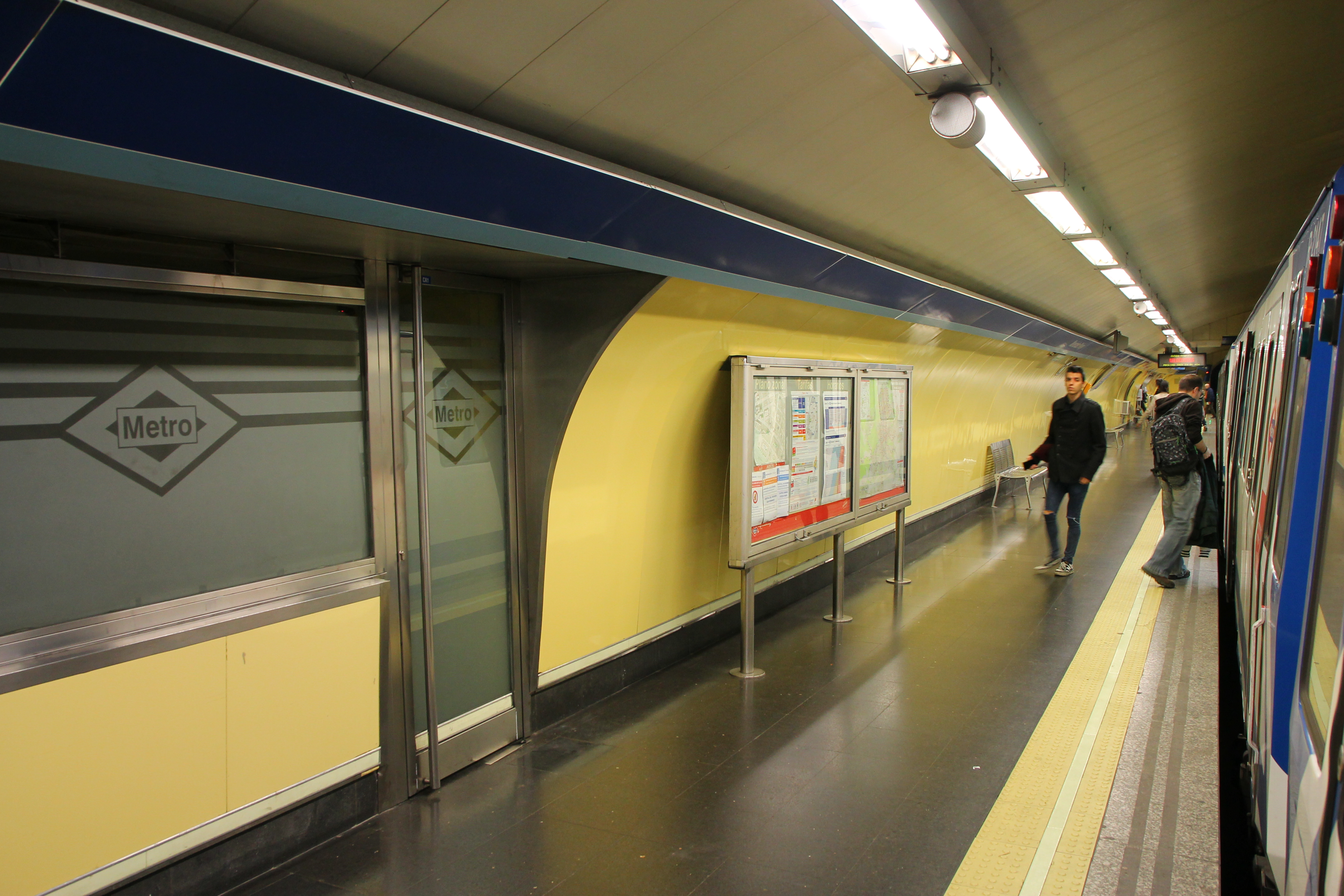
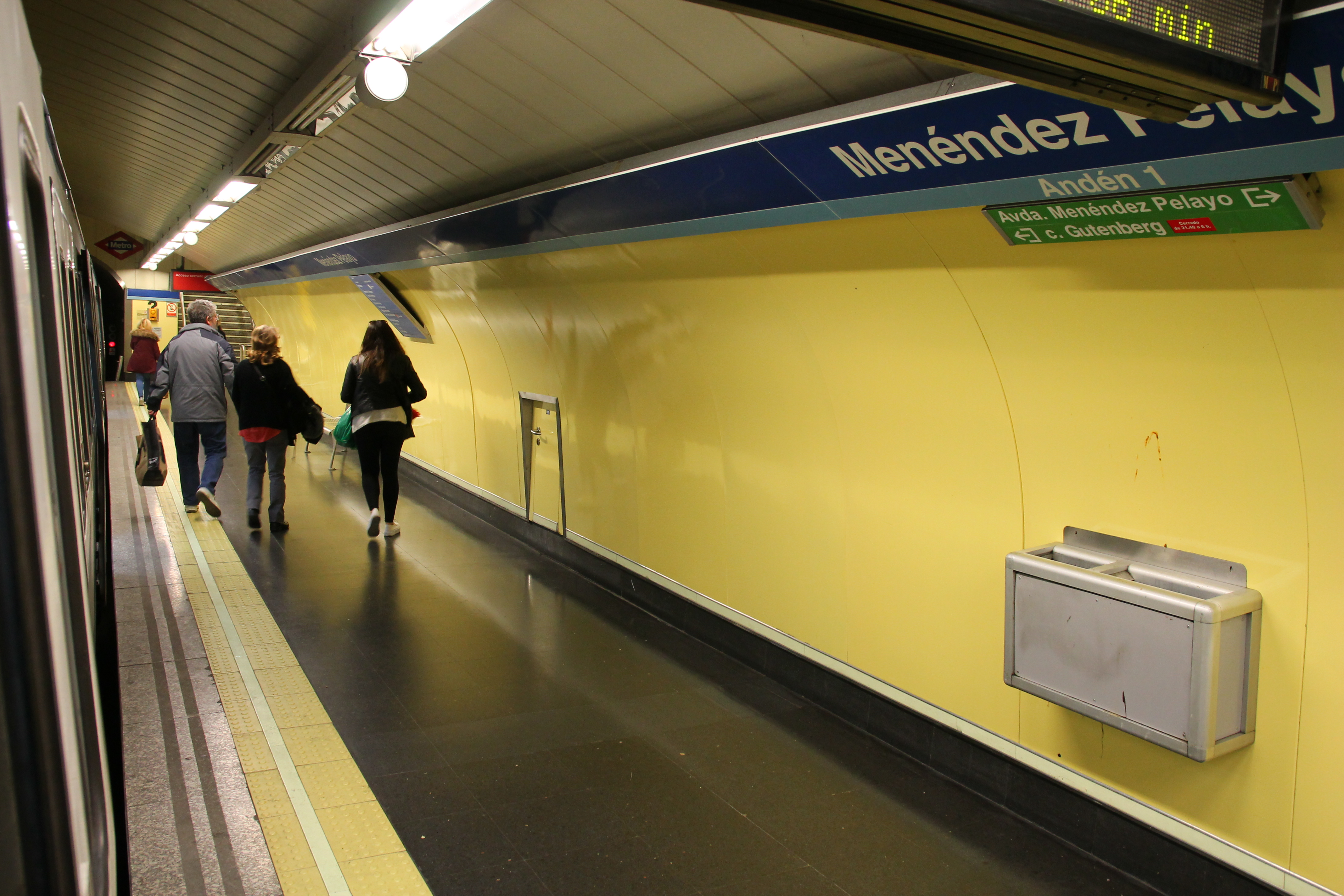

### Intermodalité
À proximité, des arrêts de bus urbains EMT sont desservis par les lignes : diurnes 24, 37, 54, 57, 102 ; et nocturnes 141, N10, N11, N13, N25.

## À proximité
Aux environs de la station s'élèvent la basilique royale Notre-Dame d'Atocha, le Panthéon des hommes illustres et la Fabrique royale de tapisseries.